# Rejuvelac
Rejuvelac är en probiotisk dryck beredd på fermenterad säd, exempelvis vete, råg, korn, quinoa och andra sädesslag. Drycken är lämplig till måltider, då den främjar matsmältningen genom de enzymer och mjölksyrabakterier som bildas under fermenteringsprocessen .
Idén går ut på att urlaka näringsämnen ur råvaran genom fermentation i rumstemperatur. Råvaran skall först ha rengjorts noggrant eftersom även ringa föroreningar spolierar processen, vilket resulterar i en otjänlig produkt. Säden får sedan grodda en eller några få dagar för att på så vis utveckla mer och fler näringsämnen. Därefter sköljs groddarna en sista gång innan de blötläggs i c:a 5 gånger sin egen volym vatten. En sked honung tillsätts för varje liter vatten, vilket aktiverar fermenteringen. Beroende på omgivande temperatur så tar fermenteringen allt från tre dagar till en vecka. När den färdiga drycken tappats av skall den kylförvaras. Säden kan återanvändas för ytterligare en omgång rejuvelac, denna gång räcker oftast en dags fermentering. En tredje omgång kan eventuellt fermenteras men resultatet blir ofta väldigt vattnigt och smakfattigt.